# Viale della Gloria
Viale della Gloria era il nome di un tratto di una strada di Busto Arsizio che congiunge tuttora, con diverse denominazioni, la zona dei Cinque Ponti alla zona nordoccidentale del comune di Castellanza.

## Storia

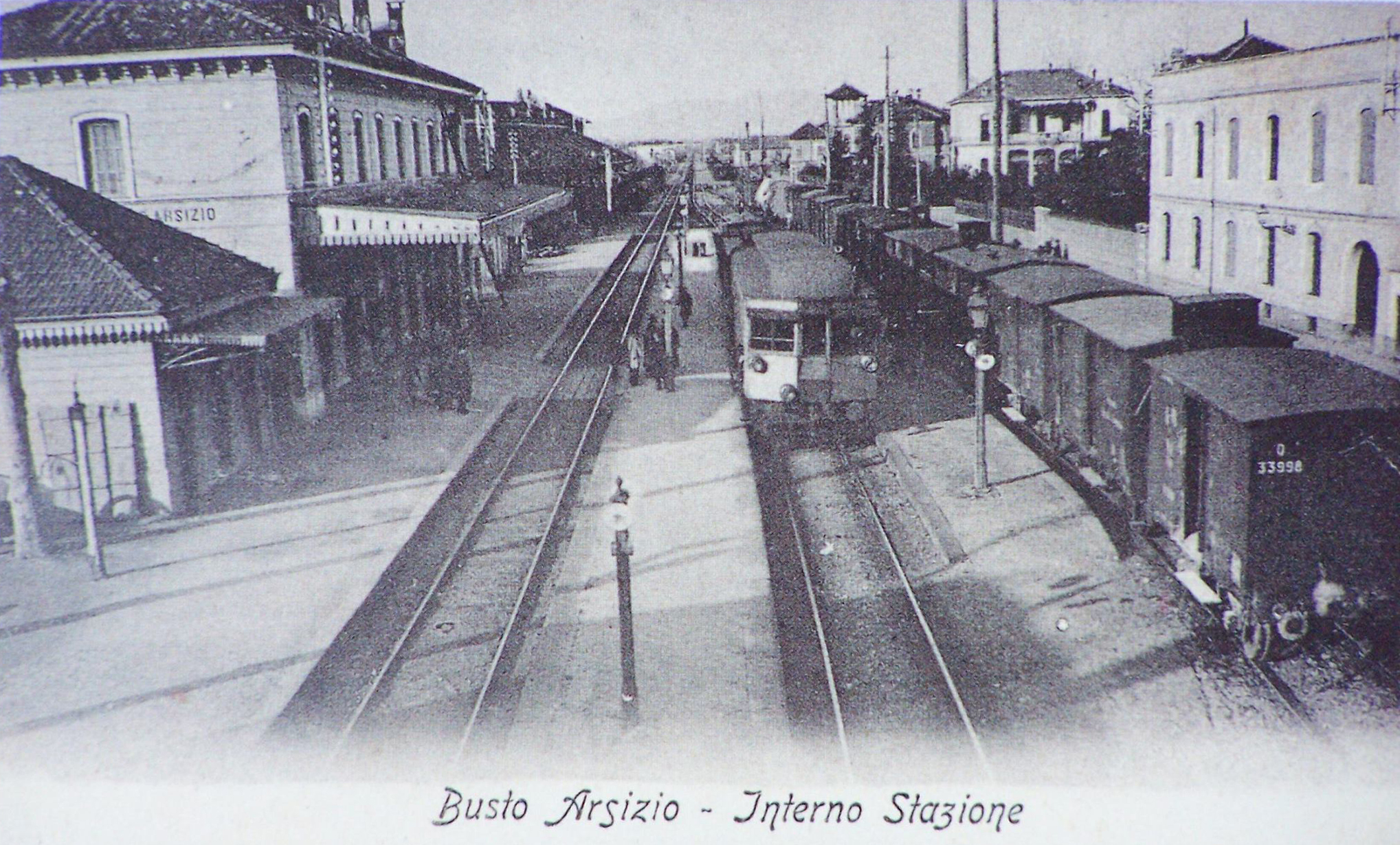
Il viale della Gloria prima degli anni 1920

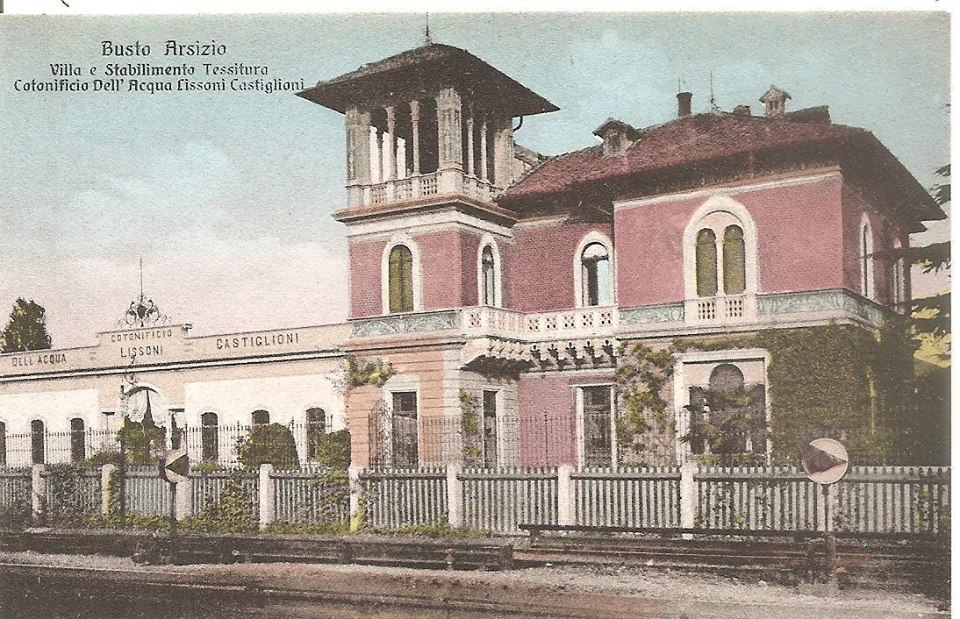
I binari e la villa del Cotonificio Dell'Acqua-Lissoni-Castiglioni affacciata sull'allora via G. Verdi, divenuta anch'essa viale della Gloria

Fin dal 1860 il tracciato del viale della Gloria era occupato dalla sede dei binari della ferrovia Domodossola-Milano e dalla vecchia stazione, oggi demolita, che sorgeva dove l'attuale viale incrocia corso XX Settembre.
Lungo la sede della ferrovia sorsero diversi stabilimenti, oggi tutti dismessi, come il calzaturificio Giuseppe Borri, il cotonificio Dell'Acqua-Lissoni-Castiglioni, la manifattura Tosi & C., i molini Marzoli Massari, la ditta Pio Garavaglia, la tintoria Giovanni Garavaglia.
Nel 1905 iniziarono i lavori di realizzazione del nuovo tracciato ferroviario che oggi taglia la città di Busto Arsizio circa 900 m più a nord-est rispetto alla linea precedente. La stazione fu demolita e sostituita dall'attuale stazione di Busto Arsizio, inaugurata da Benito Mussolini il 26 ottobre 1924. Il vecchio tracciato ferroviario fu smantellato e successivamente considerato come nuovo viale dal Piano Regolatore e suddiviso in tre tronchi in quanto a denominazione e numerazione civica. Nel 1929, il tratto dall'attuale largo degli Alpini (Cinque Ponti) a via Gavinana fu denominato viale Armando Diaz, il successivo viale della Gloria e il terzo viale Luigi Cadorna. Ma nel 1934 “ritenuto che è stato più volte e da diverse persone osservato che la denominazione la Gloria [...] non rappresenta alcun avvenimento, né si riferisce ad alcun determinato fatto [...] si stabilisce di sostituire la denominazione viale della Gloria con viale Duca d'Aosta”. Dal 1953 il tracciato di viale Cadorna si arresta al sorpasso della ferrovia Nord-Milano e da quel punto fino al confine del territorio di Busto Arsizio viene intitolato a Giuseppe Borri.

## Edifici notevoli
Sull'ex viale della Gloria prospettano diversi edifici degni di nota dal punto di vista storico e architettonico. Tra questi, sicuramente di rilievo sono le architetture industriali che erano strettamente collegate all'antico tracciato ferroviario. Tra questi i Molini Marzoli Massari e l'ex calzaturificio Giuseppe Borri.
Sempre affacciati sull'ex tracciato delle FS partendo dalla località Cinque Ponti troviamo il tribunale civile e penale di Busto Arsizio, Palazzo Gilardoni, sorto come Ospedale di san Giuseppe e trasformato in palazzo municipale a partire dal 1922 e, in territorio del comune di Castellanza, l'Istituto Statale di Istruzione Superiore Cipriano Facchinetti, progettato tra il 1962 e il 1965 dall'architetto Richino Castiglioni.